# Uri Adelman
Uri Adelman (hebräisch אורי אדלמן; * 3. September 1958  in Ramat Gan; † 5. August 2004  in Tel Aviv) war ein israelischer Autor, Musiker, Komponist, Computerexperte und Dozent an der Universität von Tel Aviv.

## Biografie
Adelman lebte im Moschaw Giv'at Chen. Er lehrte an der Musikologie-Fakultät der Universität Tel Aviv und schrieb eine wöchentliche Kolumne über Computer für eine Tageszeitung. Außerdem verfasste er dramatische Werke und veröffentlichte vier Bücher über Computer. Sein Buch Lost and Found wurde als „der perfekte israelische Thriller“ bezeichnet.
Er starb am 5. August 2004 an einem Herzinfarkt in einem Hotelzimmer in Tel Aviv, wo er gerade an einem neuen Thriller schrieb.

## Werk
- Concerto for Spy and Orchestra (ins Deutsche übersetzt mit dem Titel Konzert für Spion und Orchester), 1993
- Lost and Found (ins Deutsche übersetzt mit dem Titel Gleichung mit einem Unbekannten), 1997
- Tropic of Venus
- Wedding
- Dead hours

## Auszeichnungen
- 2004: Autor des Jahres, posthum verliehen von Jedi’ot Acharonot